# Robert Shirley (13. hrabia Ferrers)
Robert Shirley, 13. hrabia Ferrers, pot. lord Ferrers (ur. 8 czerwca 1929, zm. 13 listopada 2012) – brytyjski arystokrata i polityk, członek Partii Konserwatywnej. Od 1954 był członkiem Izby Lordów, gdzie zasiadał jako jeden z parów dziedzicznych. Pełnił również szereg stanowisk rządowych, m.in. wiceministra spraw wewnętrznych i dwukrotnie wiceprzewodniczącego Izby Lordów.

## Kariera polityczna
Był absolwentem University of Cambridge. Karierę polityczną rozpoczął w 1954 roku, kiedy po śmierci swego ojca odziedziczył miejsce w Izbie Lordów. W latach 1962–67 i ponownie 1971-74 był jednym z whipów Partii Konserwatywnej w Izbie Lordów. W 1974 po raz pierwszy wszedł na krótko do rządu, jako sekretarz parlamentarny ministra rolnictwa, rybołówstwa i żywności. W latach 1976–79 był jednym z zastępców lidera opozycji, następnie powrócił do resortu rolnictwa jako jeden z wiceministrów. Równolegle został wiceprzewodniczącym Izby Lordów. W 1983 opuścił rząd, jednak powrócił do niego w 1988 jako wiceminister spraw wewnętrznych i zarazem (ponownie) wiceprzewodniczący Izby Lordów. W 1994 został przeniesiony do resortu handlu i przemysłu, gdzie był wiceministrem odpowiedzialnym za kwestie małych firm i spraw konsumenckich. W 1995 objął funkcję wiceministra środowiska. Opuścił rząd po przegranej konserwatystów w wyborach w 1997 roku.
Po reformie Izby Lordów z 1999 roku, znalazł się wśród 92 parów dziedzicznych, którzy pozostali w Izbie. Od 2006 był przewodniczącym Związku Parów Konserwatywnych.